# 사랑이 지나간 자리 (1999년 영화)
《사랑이 지나간 자리》(영어: The Deep End of the Ocean)는 미국에서 제작된 울루 그로스바드 감독의 1999년 드라마 영화이다. 미셸 파이퍼, 트리트 윌리엄스, 조너선 잭슨, 존 캐펄로스, 우피 골드버그 등이 출연하였고, 케이트 긴즈버그 등이 제작에 참여하였다. 재클린 미차드가 1996년에 펴낸 동명 소설을 각색한 작품이다.

## 줄거리
고등학교 동창회에서 베스의 3살짜리 아들 벤저민이 납치를 당한다. 9년 뒤 베스는 초등학생이 된 벤저민이 같은 동네에 살고 있다는 사실을 알게 된다.

## 출연
- 미셸 파이퍼 - 베스 캐퍼도라 역
- 트리트 윌리엄스 - 팻 캐퍼도라 역
- 우피 골드버그 - 캔디스 "캔디" 블리스 형사 역
- 조너선 잭슨 - 빈센트 캐퍼도라, 16세 역
  - 코리 벅 - 빈센트 캐퍼도라, 7세 역
- 라이언 메리먼 - 벤저민 캐퍼도라 / 샘 캐러스, 12세 역
  - 마이클 매컬로이 - 벤저민 캐퍼도라, 3세 역
- 알렉사 베이가 - 케리 캐퍼도라, 9세 역
- 마이클 맥그레이디 - 지미 도허티 역
- 브렌다 스트롱 - 엘런, 베스의 고등학교 동창 역
- 토니 무산테이 - 앤절로 캐퍼도라, 할아버지 역
- 로즈 그레고리오 - 로지 캐퍼도라, 할머니 역
- 존 캐펄로스 - 조지 캐러스, 서실리아의 남편 역
- 루신다 제니 - 로리 역
- 존 로셀리우스 - 버스타코비치 경감 역

## 기타 제작진
- 배역: 로라 케네디
- 미술: 댄 데이비스
- 의상: 수지 디샌토